# Partula protracta
Partula protracta foi uma espécie de gastrópodes da família Partulidae.
Foi endémica da Polinésia Francesa.